# Кузовкова, Александра Георгиевна
Александра Георгиевна Кузовкова (25 апреля 1930 года — 30 октября 2006 года) — аппаратчица Тульского сахаро-рафинадного завода Министерства пищевой промышленности РСФСР. Герой Социалистического Труда (1971).
Досрочно выполнила личные социалистические обязательства и плановые производственные задания Восьмой пятилетки (1965—1970). Указом Президиума Верховного Совета СССР от 26 апреля 1971 года «за выдающиеся успехи, достигнутые в выполнении заданий пятилетнего плана по развитию пищевой промышленности» удостоена звания Героя Социалистического Труда с вручением ордена Ленина и золотой медали Серп и Молот.
Скончалась в 2006 году.